# William Thackeray
William Makepeace Thackeray, född 18 juli 1811 i Calcutta, Indien, död 24 december 1863 i London, var en brittisk författare. 

## Biografi
William Thackerays far arbetade för East India Company. Familjen var bosatt i England från 1815 och William Thackeray fick sin utbildning bland annat vid Charterhouse och vid Trinity College, Cambridge. Han studerade först juridik och sedan konst i Paris, innan han bestämde sig för att bli journalist. Han skrev regelbundet artiklar i den berömda tidskriften Punch och Fraser's Magazine.
Thackeray är mest berömd för romanen Fåfängans marknad (Vanity Fair 1848), och för att ha myntat orden "snobb" (1848 i The Book of Snobs) och "kapitalism" (1854 i Familjen Newcombe). Trots att Thackeray är en av de främsta författarna från det viktorianska England är han inte den främsta representanten för tidens estetik; författaren och hedersprofessorn David Lodge skriver i The Art of Fiction (1992) att Thackeray går så långt som den viktorianska smaken tillåter. Thackeray var aldrig lika populär som Charles Dickens, utan mer aristokratisk och som författare beundrad av betydligt färre. Författarskapet är tydligt inspirerat av Jonathan Swift och Henry Fielding. 
Fåfängans marknad publicerades först häftesvis med undertiteln Pen and Pencil Sketches of English Society. Titeln kommer från en marknad i staden Vanity i John Bunyans allegori Kristens resa. Den utgavs som bok år 1848 med undertiteln A Novel without a Hero. Huvudpersonerna är två kvinnor, Amelia Sedley som motsvarar de viktorianska idealen för en kvinna, och Rebecka Sharp som är en intrigant äventyrerska. Thackeray är en satiriker som skildrar människors svagheter, dock utan att moralisera i samma utsträckning som sina samtida författare – särskilt de franska – och utan den sentimentalitet som är kännetecknade för Dickens.